# Aerobus

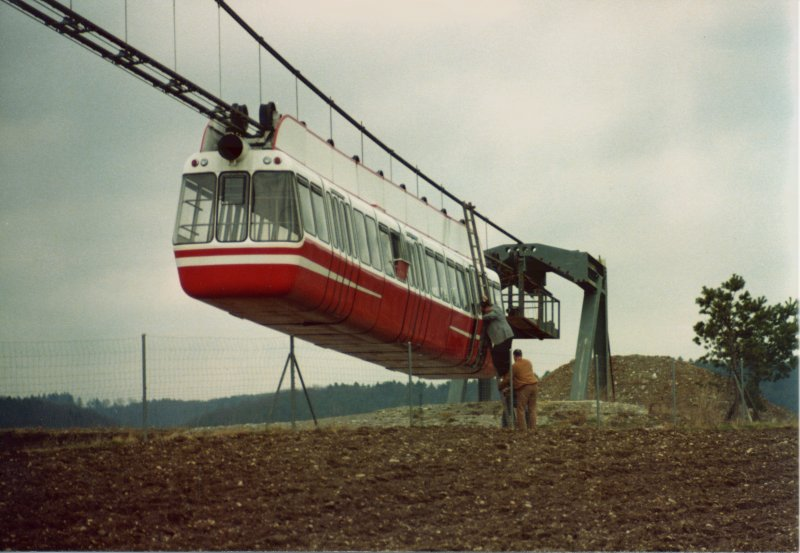
Aerobus testbana i Dietlikon i Schweiz 1974

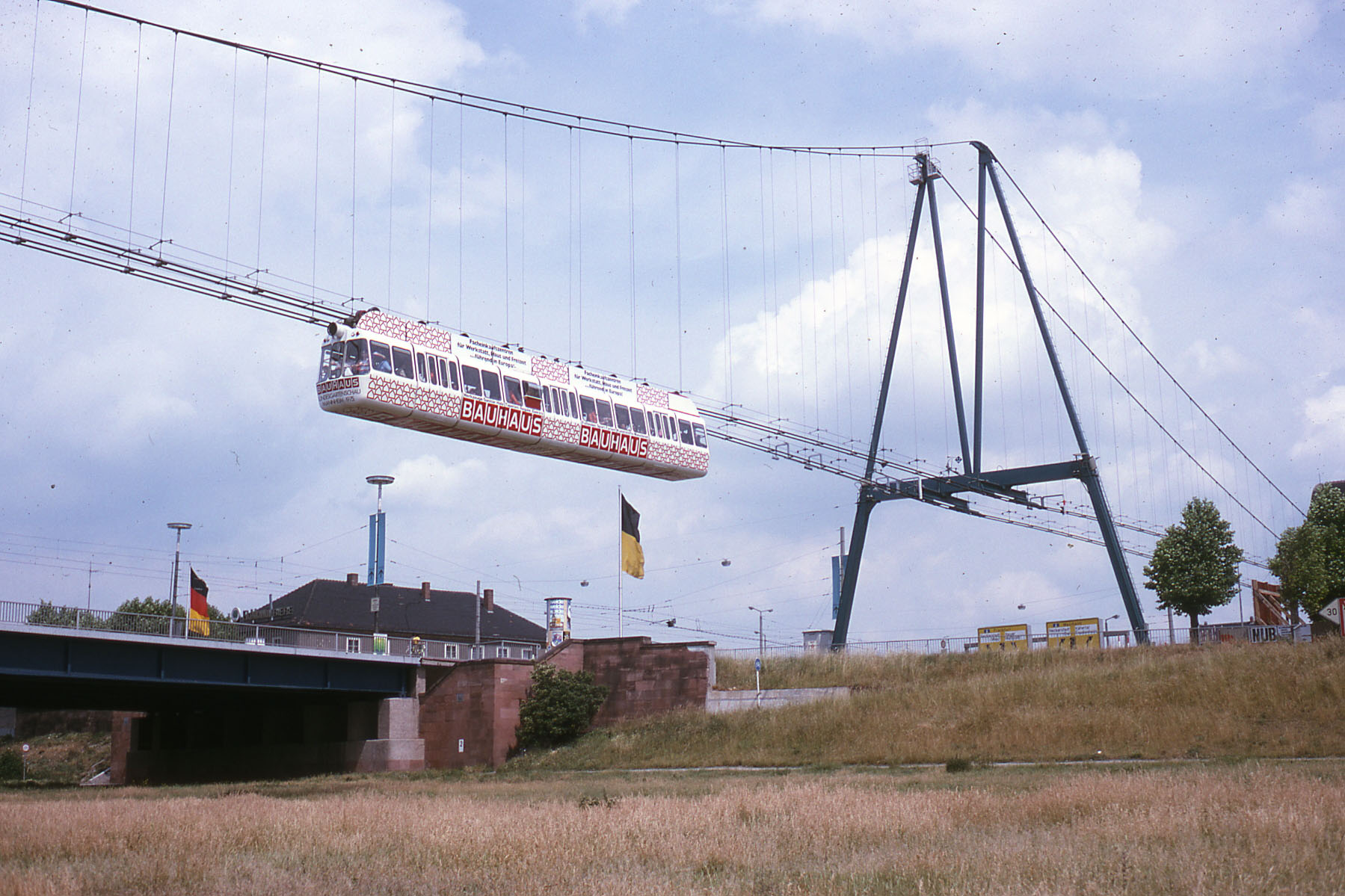
Aerobus i Mannheim 1975

Aerobus är en hängbana, med vagnar som hänger i en kabel och drivs av egna elektriska motorer. Kabelupphängningen liknar den på hängbroar och tillåter ett avstånd mellan pylonerna på uppemot 600 meter. Den bärande kabeln har en diameter på 52 millimeter.
Aerobus–systemet uppfanns under slutet av 1960-talet av Gerhard Mueller (1915–1985) på det schweiziska kabelbaneföretaget GMD Mueller. Rättigheterna för Aerobus-systemet ägs idag av det amerikanska företaget Aerobus International, Inc. i Houston i Texas i USA.
Den första testbanan uppfördes 1970 i Schmerikon i Schweiz. Den såldes och flyttades 1975 till skidorten  Mont-Sainte-Anne i Quebec i Kanada, och en ny testbana byggdes i Dietlikon i Schweiz. Denna var i bruk till 1992. Under perioden april–oktober 1975 fanns också en tillfällig 3,1 kilometer lång bana mellan de två utställningsområdena Luisenpark och Herzogenriedpark för "Bundesgartenschau 1975" i Mannheim i Tyskland, som hade åtta vagnar och transporterade 2,2 miljoner passagerare under detta halvår.